# Le Molay-Littry
Le Molay-Littry – miejscowość i gmina we Francji, w regionie Normandia, w departamencie Calvados.
Według danych na rok 1990 gminę zamieszkiwały 2584 osoby, a gęstość zaludnienia wynosiła 95 osób/km² (wśród 1815 gmin Dolnej Normandii Le Molay-Littry plasuje się na 73. miejscu pod względem liczby ludności, natomiast pod względem powierzchni na miejscu 48.).

## Gminy partnerskie
- Dahlenburg, (Niemcy)